# Grande Prêmio da Austrália de 2025
O Grande Prêmio da Austrália de 2025 (formalmente denominado Formula 1 Louis Vuitton Australian Grand Prix 2025) foi a primeira etapa da temporada de 2025 da Fórmula 1, disputada em 16 de março de 2025 no Circuito de Albert Park em Melbourne, Vitória, Austrália. A corrida marcou o retorno da Austrália como abertura do campeonato após seis anos, desde 2019, e foi o primeiro evento da Fórmula 1 com a Louis Vuitton como patrocinadora titular, fruto de uma parceria de 10 anos com o grupo LVMH.

## Contexto
O GP da Austrália de 2025 abriu a temporada com grandes expectativas, incluindo a estreia do brasileiro Gabriel Bortoleto pela Kick Sauber, o primeiro piloto do Brasil na categoria desde Felipe Massa em 2017. Outras novidades incluíram Lewis Hamilton competindo pela Ferrari e Andrea Kimi Antonelli na Mercedes. A Louis Vuitton trouxe um toque de luxo ao evento, com baús de troféus personalizados entregues no pódio.

## Resumo
A corrida foi marcada por condições climáticas instáveis, com chuva intermitente afetando a pista e causando múltiplos abandonos. Lando Norris dominou desde a pole position, liderando a maior parte das 58 voltas e garantindo a vitória para a McLaren, além da volta mais rápida. Max Verstappen terminou em segundo após uma batalha intensa nas voltas finais, enquanto George Russell completou o pódio em terceiro pela Mercedes. Seis pilotos não completaram a prova devido a acidentes, destacando a dificuldade do traçado em Albert Park sob chuva.

### Pilotos que não completaram a prova
Seis pilotos abandonaram a corrida, refletindo o caos provocado pelas condições adversas:
- Isack Hadjar (Honda RBPT) – O estreante francês não chegou a largar oficialmente, pois perdeu o controle na volta de formação e ficou preso na brita, causando um atraso na largada.[5]
- Jack Doohan (Renault) – Abandonou na volta 1 após colidir com as barreiras na curva 3, em um incidente múltiplo que também envolveu Sainz.[6]
- Carlos Sainz Jr. (Mercedes) – Também saiu na volta 1, envolvido no mesmo acidente com Doohan, marcando um início difícil na nova equipe.[7]
- Fernando Alonso (Mercedes) – Abandonou na volta 32 ao perder aderência na curva 6 sob chuva forte, batendo no muro.[8]
- Gabriel Bortoleto (Sauber) – O brasileiro estreante saiu na volta 45 após derrapar na pista molhada na curva 10 e atingir a barreira, encerrando sua estreia de forma frustrante.[9]
- Liam Lawson (Honda RBPT) – Abandonou na volta 46 devido a um acidente na curva 12, também causado pela chuva inesperada.[10]

## Resultados

### Treino classificatório
O treino classificatório ocorreu em 15 de março de 2025, às 16:00 (UTC+11), definindo o grid de largada.
| Pos.                | N° | Piloto                | Construtor                 | Tempos classificatórios | Tempos classificatórios | Tempos classificatórios | Grid final |
| Pos.                | N° | Piloto                | Construtor                 | Q1                      | Q2                      | Q3                      | Grid final |
| ------------------- | -- | --------------------- | -------------------------- | ----------------------- | ----------------------- | ----------------------- | ---------- |
| 1                   | 4  | Lando Norris          | McLaren-Mercedes           | 1:15.912                | 1:15.415                | 1:15.096                | 1          |
| 2                   | 81 | Oscar Piastri         | McLaren-Mercedes           | 1:16.062                | 1:15.468                | 1:15.180                | 2          |
| 3                   | 1  | Max Verstappen        | Red Bull Racing-Honda RBPT | 1:16.018                | 1:15.565                | 1:15.481                | 3          |
| 4                   | 63 | George Russell        | Mercedes                   | 1:15.971                | 1:15.789                | 1:15.546                | 4          |
| 5                   | 22 | Yuki Tsunoda          | RB-Honda RBPT              | 1:16.225                | 1:16.009                | 1:15.670                | 5          |
| 6                   | 23 | Alexander Albon       | Williams-Mercedes          | 1:16.245                | 1:16.017                | 1:15.737                | 6          |
| 7                   | 16 | Charles Leclerc       | Ferrari                    | 1:16.029                | 1:15.827                | 1:15.755                | 7          |
| 8                   | 44 | Lewis Hamilton        | Ferrari                    | 1:16.213                | 1:15.919                | 1:15.973                | 8          |
| 9                   | 10 | Pierre Gasly          | Alpine-Renault             | 1:16.328                | 1:16.112                | 1:15.980                | 9          |
| 10                  | 55 | Carlos Sainz Jr.      | Williams-Mercedes          | 1:16.360                | 1:15.931                | 1:16.062                | 10         |
| 11                  | 6  | Isack Hadjar          | RB-Honda RBPT              | 1:16.354                | 1:16.175                | —                       | 20         |
| 12                  | 14 | Fernando Alonso       | Aston Martin-Mercedes      | 1:16.288                | 1:16.453                | —                       | 12         |
| 13                  | 18 | Lance Stroll          | Aston Martin-Mercedes      | 1:16.369                | 1:16.483                | —                       | 13         |
| 14                  | 7  | Jack Doohan           | Alpine-Renault             | 1:16.315                | 1:16.863                | —                       | 14         |
| 15                  | 5  | Gabriel Bortoleto     | Sauber-Ferrari             | 1:16.516                | 1:17.520                | —                       | 15         |
| 16                  | 12 | Andrea Kimi Antonelli | Mercedes                   | 1:16.525                | —                       | —                       | 16         |
| 17                  | 27 | Nico Hülkenberg       | Sauber-Ferrari             | 1:16.579                | —                       | —                       | 17         |
| 18                  | 30 | Liam Lawson           | Red Bull Racing-Honda RBPT | 1:17.094                | —                       | —                       | 18         |
| 19                  | 31 | Esteban Ocon          | Haas-Ferrari               | 1:17.174                | —                       | —                       | 19         |
| 20                  | 87 | Oliver Bearman        | Haas-Ferrari               | 1:17.589                | —                       | —                       | 19         |
| 107% time: 1:21.225 |    |                       |                            |                         |                         |                         |            |
| Fontes:             |    |                       |                            |                         |                         |                         |            |

Corrida
| Pos.    | Nº | Piloto                | Construtor                 | Voltas | Tempo/Retirado               | Grid | Pontos |
| ------- | -- | --------------------- | -------------------------- | ------ | ---------------------------- | ---- | ------ |
| 1       | 4  | Lando Norris          | McLaren-Mercedes           | 58     | 1:38:12.547                  | 1    | 25     |
| 2       | 1  | Max Verstappen        | Red Bull Racing-Honda RBPT | 58     | +6,214 s                     | 3    | 18     |
| 3       | 63 | George Russell        | Mercedes                   | 58     | +10,873 s                    | 4    | 15     |
| 4       | 12 | Andrea Kimi Antonelli | Mercedes                   | 58     | +15,392 s                    | 16   | 12     |
| 5       | 23 | Alexander Albon       | Williams-Mercedes          | 58     | +22,105 s                    | 6    | 10     |
| 6       | 18 | Lance Stroll          | Aston Martin-Mercedes      | 58     | +28,741 s                    | 13   | 8      |
| 7       | 27 | Nico Hülkenberg       | Sauber-Ferrari             | 58     | +34,582 s                    | 17   | 6      |
| 8       | 16 | Charles Leclerc       | Ferrari                    | 58     | +39,127 s                    | 7    | 4      |
| 9       | 81 | Oscar Piastri         | McLaren-Mercedes           | 58     | +45,309 s                    | 2    | 2      |
| 10      | 44 | Lewis Hamilton        | Ferrari                    | 58     | +51,674 s                    | 8    | 1      |
| 11      | 10 | Pierre Gasly          | Alpine-Renault             | 57     | +1 volta                     | 9    | —      |
| 12      | 22 | Yuki Tsunoda          | RB-Honda RBPT              | 57     | +1 volta                     | 5    | —      |
| 13      | 31 | Esteban Ocon          | Haas-Ferrari               | 57     | +1 volta                     | 19   | —      |
| 14      | 87 | Oliver Bearman        | Haas-Ferrari               | 56     | +2 voltas                    | 20   | —      |
| Ret     | 30 | Liam Lawson           | Red Bull Racing-Honda RBPT | 46     | Acidente                     | 18   | —      |
| Ret     | 5  | Gabriel Bortoleto     | Sauber-Ferrari             | 45     | Acidente                     | 15   | —      |
| Ret     | 14 | Fernando Alonso       | Aston Martin-Mercedes      | 32     | Acidente                     | 12   | —      |
| Ret     | 55 | Carlos Sainz Jr.      | Williams-Mercedes          | 1      | Acidente                     | 10   | —      |
| Ret     | 7  | Jack Doohan           | Alpine-Renault             | 1      | Acidente                     | 14   | —      |
| DNS     | 6  | Isack Hadjar          | RB-Honda RBPT              | 0      | Acidente (volta de formação) | 11   | —      |
| Fontes: |    |                       |                            |        |                              |      |        |

| Pos.   | Pilotos               | Pontos |
| ------ | --------------------- | ------ |
| 1      | Lando Norris          | 25     |
| 2      | Max Verstappen        | 18     |
| 3      | George Russell        | 15     |
| 4      | Andrea Kimi Antonelli | 12     |
| 5      | Alexander Albon       | 10     |
| Fonte: |                       |        |

| Pos.   | Construtor                 | Pontos |
| ------ | -------------------------- | ------ |
| 1      | McLaren-Mercedes           | 27     |
| 2      | Mercedes                   | 27     |
| 3      | Red Bull Racing-Honda RBPT | 18     |
| 4      | Williams-Mercedes          | 10     |
| 5      | Aston Martin-Mercedes      | 8      |
| Fonte: |                            |        |